# Cascada de Cheonjeyeon
Cheonjeyeon (en coreano: 천제연폭포; No se debe confundir con la cascada Cheonjiyeon; 천지연폭포), es una cascada de tres niveles ubicada en la isla de Jeju, en el país asiático de Corea del Sur. El agua fría fluye del techo de una cueva para formar un salto de agua. Entre el barranco de la cascada y una capa baja de arcilla, fluyen manantiales de agua hacia fuera. En la primera cascada, la roca es de 22 m (72 pies) de alto y el agua cae en el estanque Cheonjeyeon que es de 21 m (69 pies) de profundidad. a partir de ahí, el agua pasa a la segunda cascada y cae 30 m (98 pies) y continúa a la tercera cascada.